# Fritz Bayerlein
Fritz Bayerlein (14. januar 1899 – 30. januar 1970) var en tysk panser general under 2. Verdenskrig.
Fritz Bayerlein blev født i Würzburg i Bayern. Han blev indkaldt til det 9. bayriske infanteriregiment i 1917 og kæmpede på Vestfronten. Han blev såret og fik jernkorset mens han var i 4. infanteriregiment. Efter krigen var Bayerlein i kort tid medlem af en bataljon af frivillige, men blev overført til 45. regiment i maj 1919. Han gennemgik en officersuddannelse i 1921 og var en af officererne, der forblev i den formindskede hær. Han opnåede her rang af major.
I begyndelsen af 2. Verdenskrig deltog Bayerlein i Felttoget i Polen som første generalstabsofficer under general Heinz Guderian. Han forblev i denne stilling under slaget om Frankrig. Hans tropper krydsede Meuse floden i nærheden af Sedan den 14. maj og rykkede frem indtil general Ewald von Kleist beordrede Guderian til at stoppe.
Bayerleins næste opgave var i Nordafrika i Afrikakorpset. I slaget ved Alam el Halfa overtog Bayerlein kommandoen, da general Walther Nehring blev kampudygtig den 30. august 1942. Senere gjorde han tjeneste under Erwin Rommel og Wilhelm von Thoma. Han overtog igen kommandoen da britiske tropper tog von Thoma til fange i Andet slag om el-Alamein den 4. november 1942. Da Rommel forlod Tunesien i marts 1943, efter det fejlslagne angreb ved Medenine (Operation Capri), blev Bayerlein udpeget til tysk forbindelsesofficer til den nye leder, Giovanni Messe. I praksis gjorde Bayerlein som han fandt det bedst, og ignorerede italienerens ordrer. Under kampene fik Bayerlein rheumatisme og hepatitis. Han blev sendt til Italien på sygeorlov inden de tyske tropper i Tunesien overgav sig den 12. maj 1943.
Bayerlein blev sendt til Østfronten i oktober 1943 for at lede 3. Panzer division. Han blev senere tildelt kommandoen over Panzer Lehr divisionen. Den blev sendt til Budapest i Ungarn for at træne i marts 1944. Efter invasionen i Normandiet i juni 1944 blev Bayerleins tropper sendt til Frankrig for at kæmpe i Normandiet, hvor de led store tab som følge af tæppebombning omkring St. Lo under Operation Cobra). Senere gjorde han tjeneste under General Hasso von Manteuffel i Ardenneroffensiven.
Bayerlein fik senere kommandoen over 53. korps. Den 15. april 1945 overgav generalløjtnant Bayerlein sig med sine tropper til den 7. amerikanske pansrede division i Ruhr.
Bayerlein blev frigivet fra krigsfangenskab den 2. april 1947. Efter krigen skrev han om militære emner og blev involveret i de første historiske studier af 2. Verdenskrig. Han var også militær rådgiver ved Carl Foremans filmatisering af Navarones kanoner. Han døde i sin hjemby Würzburg i 1970.

## Udmærkelser
- Verwundetenabzeichen i sort
- Panzerkampfabzeichen i sølv
- "Afrika" armbånd
- Deutsches Kreuz i guld (23. oktober 1942)
- Jernkorset 2. og 1. klasse
- Ridderkors med egeløv og sværd
  - Ridderkors (26. december 1941)
  - 258. Egeløv (6. juli 1943)
  - 81. Sværd (20. juli 1944)
- Omtalt to gange i depecher

## Ekaterne links
- Bayerlein biografiprojekt Arkiveret 4. marts 2008 hos  Wayback Machine